# Staurogyne chapaensis
Staurogyne chapaensis är en akantusväxtart som beskrevs av Raymond Benoist. Staurogyne chapaensis ingår i släktet Staurogyne och familjen akantusväxter. Inga underarter finns listade i Catalogue of Life.